# Quirrenbach

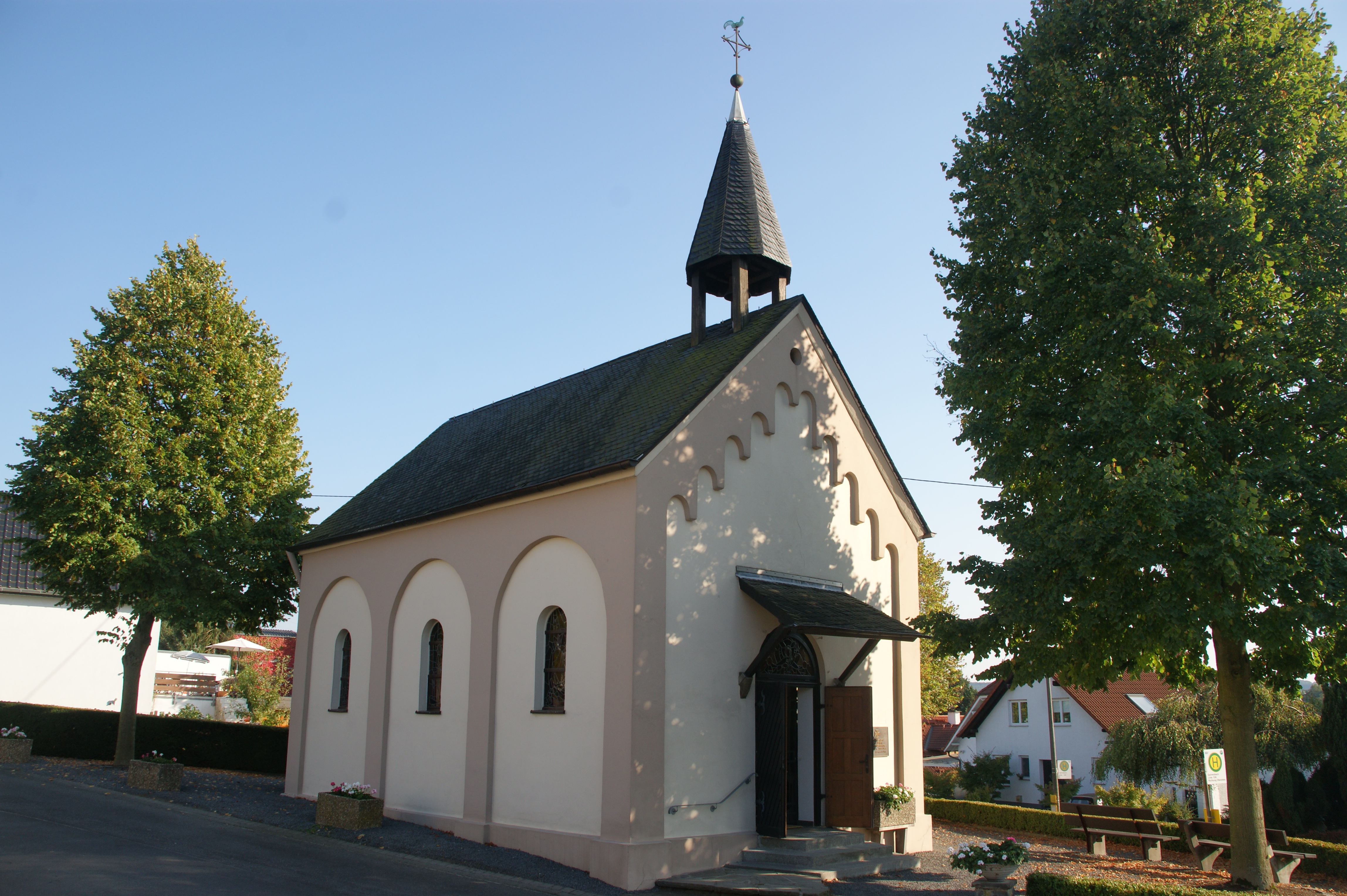
Kapelle Kreuzerhöhung

Quirrenbach ist ein Ortsteil der Stadt Königswinter im Rhein-Sieg-Kreis in Nordrhein-Westfalen. Er gehört zum Stadtteil Eudenbach und zur Gemarkung des Oberhaus, am 30. September 2022 zählte er 225 Einwohner.

## Geographie
Quirrenbach liegt am Rande des Niederwesterwalds im Nordwesten der Asbacher Hochfläche, 1,5 Kilometer südwestlich von Eudenbach auf dem nach Süden zum namensgebenden Quirrenbach abfallenden Bergrücken des Hühnerbergs (Basaltsteinbrüche Hühnerberg und Eudenberg/Tongrube Eudenbach). Die Ortschaft weist das Siedlungsbild eines Reihendorfs auf und umfasst Höhenlagen zwischen 200 und 230 m ü. NHN. Der Quirrenbach vereint sich westlich des Ortes mit dem Logebach zum Pleisbach. Zu den nächstgelegenen Ortschaften gehören Hühnerberg und der Weiler Heckshof im Nordwesten, Rostingen im Osten, Kochenbach im Süden und Brüngsberg (Stadt Bad Honnef) im Südwesten. Die nächste Autobahnanschlussstelle ist Bad Honnef/Linz an der Bundesautobahn 3.

## Geschichte
In einer Urkunde über die Güter der Propstei Oberpleis aus dem Jahr 1218 wird der Hof eines Conradi de Quirinbach erwähnt. Quirrenbach gehörte zur Honschaft Oberhau, einer von zuletzt fünf Honschaften, aus denen sich das Kirchspiel Oberpleis im Amt Blankenberg bis zur Auflösung des Herzogtums Berg im Jahre 1806 zusammensetzte. Bei der 1828 abgeschlossenen Topographischen Aufnahme der Rheinlande wurde der Ort Querenbach genannt. Bis 1845/46 war Quirrenbach Teil der Kataster- bzw. Steuergemeinde Oberhau im Verwaltungsbezirk der Bürgermeisterei Oberpleis, als es mit dem Oberhau in die neu gebildete Gemeinde Oberpleis eingegliedert wurde.
Seit 1790 fand der Schulunterricht für die Kinder des Oberhaus in Quirrenbach statt, zuerst im „Gilgen'schen Haus“ und seit 1820 in einem neu erbauten Schulgebäude. 1876 wurde schließlich in Eudenbach eine Katholische Volksschule eingerichtet und die Quirrenbacher Schule geschlossen. Südlich des Ortes verlief von 1902 bis 1951 die von der Bröltalbahn betriebene Bahnstrecke Siegburg–Rostingen. Der Bahnhof Quirrenbach befand sich an der Ecke Bahnweg/Kochenbacher Straße. 2013 wurde dort eine Informationstafel angebracht. In wirtschaftlicher Hinsicht von Bedeutung waren die zum Teil mitten im Ort gelegenen Bergwerke Egmont (Eisen-, Kupfer- und Zinkerze) und Zur schönen Aussicht (Blei-, Zink-, Eisen- und Schwefelerze).
Seit 1906 besteht der Männerchor Quirrenbach. 1927 wurde in Quirrenbach das Kaufhaus Dohle gegründet, das heute seinen Sitz in Siegburg hat.
Einwohnerentwicklung
| Jahr | Einwohner |
| ---- | --------- |
| 1816 | 66        |
| 1828 | 63        |
| 1843 | 126       |
| 1885 | 108       |
| 1905 | 119       |
| 1950 | 169       |

## Sehenswürdigkeiten
Unter Denkmalschutz steht die Kapelle Kreuzerhöhung aus dem Jahre 1894 mit einem Vorgängerbau von 1735, ein Putzbau in neuromanischem Stil. Die Fundamentsteine der Kapelle entstammen dem Steinbruch Scheurenberg bei Rostingen. 1977 wurde nahe der Kapelle eine Gedenktafel für die Opfer des Ersten und Zweiten Weltkrieges eingeweiht. Die Quirrenbacher Mühle liegt auf Bad Honnefer Stadtgebiet bzw. der Gemarkung von Aegidienberg zwischen Quirrenbach und dem zu Aegidienberg gehörigen Brüngsberg.